# The Pyramids and the Sphinx, Egypt
The Pyramids and the Sphinx, Egypt è un cortometraggio muto del 1913. Non si conosce il nome del regista del film prodotto dalla Edison.

## Trama
Riprese delle piramidi, della Sfinge e scene della vita dei nativi.

## Produzione
Il documentario fu prodotto dalla Edison Company. Venne girato il Egitto.

## Distribuzione
Distribuito dalla General Film Company, il film - un documentario di 90 metri - uscì nelle sale cinematografiche degli Stati Uniti il 23 giugno 1913. Nelle proiezioni, veniva programmato con il sistema dello split reel, accorpato in un'unica bobina con un altro cortometraggio prodotto dalla Edison, la commedia A Taste of His Own Medicine.